# بوم ژاردیم دا سرا
بوم ژاردیم دا سرا (به پرتغالی: Bom Jardim da Serra) یک منطقهٔ مسکونی در برزیل است که در سانتا کاتارینا واقع شده‌است. بوم ژاردیم دا سرا ۴٬۷۷۲ نفر جمعیت دارد.